# Nissan Motor Ibérica
Nissan Motor Ibérica, S. A. fue la filial española de la multinacional japonesa Nissan. Dedicada a la fabricación de vehículos de motor, tenía la sede en la Zona Franca de Barcelona desde que, en el año 1979, entró a formar parte de la sociedad de Motor Ibérica (fabricante de los camiones, furgonetas y tractores Ebro), la cual Nissan acabó absorbiendo totalmente en 1986.
Tras la salida del fabricante nipón, la marca Ebro fue refundada en 2023 y comenzó a fabricar vehículos eléctricos al año siguiente, en noviembre de 2024.

## Historia

### Antecedentes: Motor Ibérica
Artículo principal: Ebro.
En 1920, Ford estableció su filial española en Cádiz (Ford Motor Company, S.A.E.) y tres años después, en 1923, la empresa se trasladó a Cataluña y montó la fábrica en el número 149 de la Avenida Icaria del Pueblo Nuevo de Barcelona. En 1929, la empresa se reorganizó y cambió su denominación social por Ford Motor Ibérica, S. A. Acabada la guerra civil española, Ford Motor Ibérica subsistió con la fabricación de recambios para los vehículos de antes de la guerra y la comercialización de gasógenos. En 1953, al ver que el régimen dictatorial de Franco apadrinaba las nuevas empresas SEAT y FASA-Renault, Ford renunció finalmente a su presencia en el país y en 1954 vendió su participación en la empresa. La compañía resultante, plenamente nacionalizada, se denominó Motor Ibérica, S. A.
Motor Ibérica creció durante las décadas de 1960 y 1970 fabricando camiones, tractores y una extensa gama de productos bajo la marca comercial Ebro, inicialmente con motorizaciones de Ford y, desde 1965, Massey Ferguson, empresa que adquirió el 36% de las acciones de la compañía.
En 1967 la empresa se trasladó a las instalaciones que ocupa actualmente Nissan Motor Ibérica en la Zona Franca de Barcelona.

### La entrada de Nissan

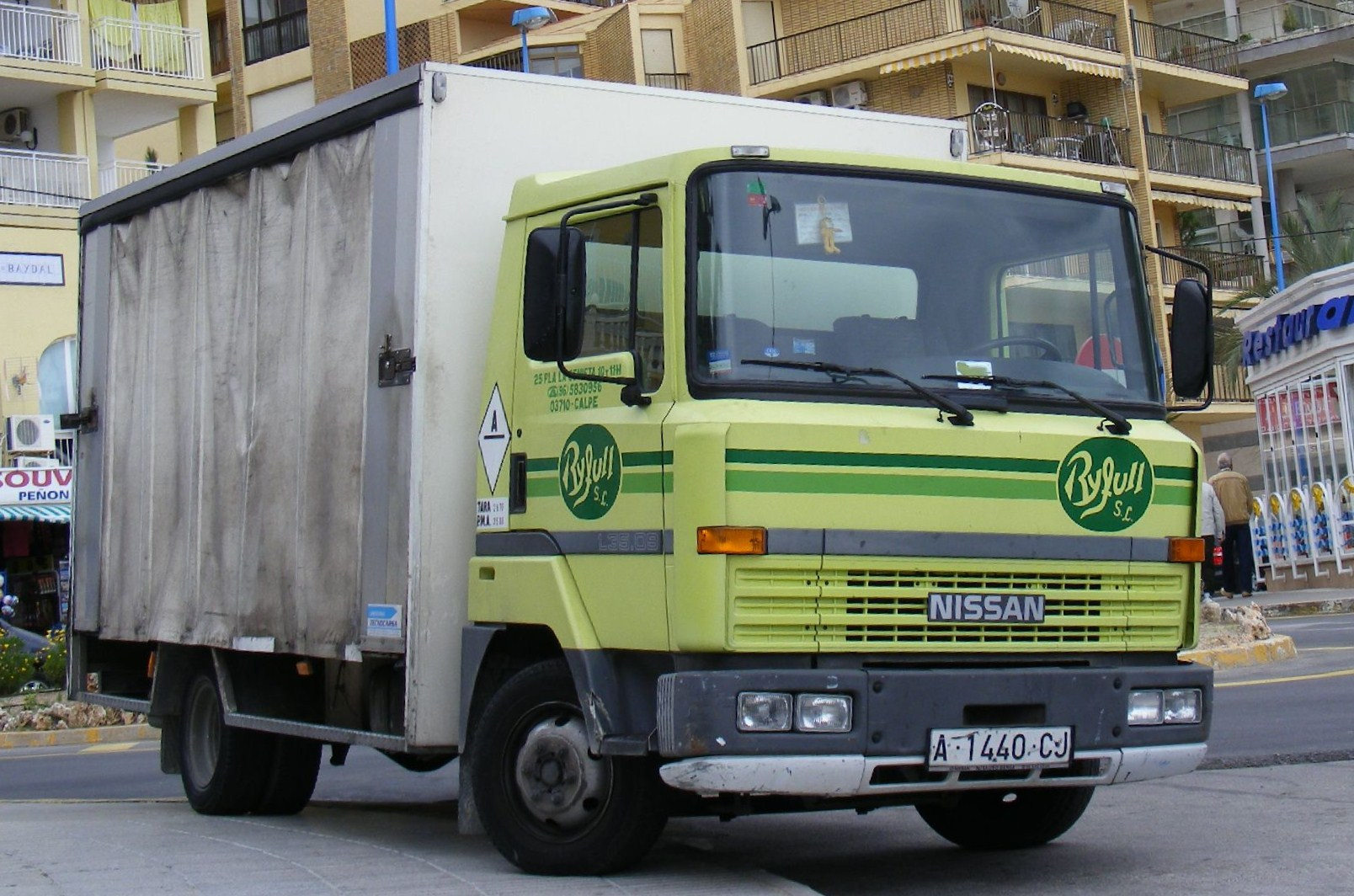
El Nissan serie L/Eco-T (1990-2000) fue la continuación de los Ebro serie L.

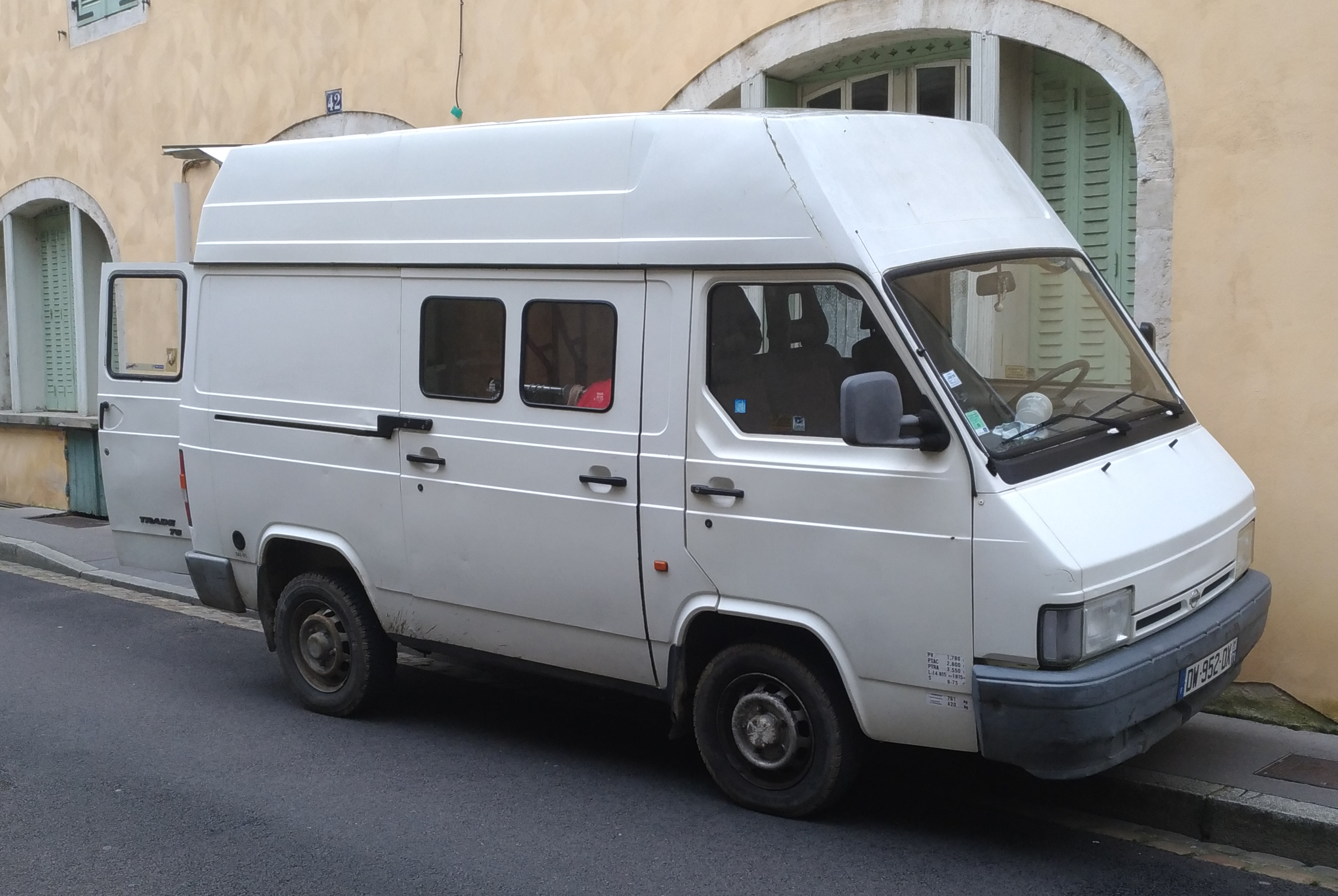
El Nissan Trade (1986-2001) fue la continuación de los Ebro serie F/Trade.

En 1979, Massey Ferguson vendió su participación en Motor Ibérica a Nissan Motor Company. Motor Ibérica empezó entonces a emplear tecnología Nissan y a fabricar productos completamente japoneses, como por ejemplo el todoterreno Nissan Patrol y la furgoneta Nissan Vanette. Durante el otoño de 1982, la multinacional japonesa aumentó su participación del 36% que tenía al 53%.
En 1986, a raíz de la adhesión de España a la CEE, Nissan tomó el control total de Motor Ibérica (se quedó el 80% de las acciones) y la empresa cambió de denominación, pasando a llamarse Nissan Motor Ibérica. La división de tractores fue vendida al fabricante japonés Kubota y Nissan se centró en el sector de los camiones y furgonetas, además de incluir el de los coches. A partir de 1987, la marca Ebro se fue haciendo cada vez más irrelevante hasta que llegó a ser sustituida definitivamente por Nissan.
A mediados de la década de 1980, la incorporación al mercado común provocó la liberalización del mercado del automóvil en el estado español, y por tanto fue posible la importación de coches de otros países comunitarios. Nissan aprovechó la situación para comercializar sus productos ingleses, los Bluebird, Sunny y otros de tipo más deportivo.

### Años 2000-2020
A partir de 2008, después de entrar en la órbita de Renault, los vehículos de Nissan y Renault han unificado sus plataformas y complementan sus motores manteniendo una imagen y estructura diferenciadas. Se comercializan por separado y Nissan se ha convertido en una marca complementaria de Renault. Las factorías de Barcelona han sustituido la fabricación de las Nissan Vanette por las Renault Trafic, y sus correspondientes versiones comerciales de Nissan y Opel.
El 11 de noviembre de 2008, la empresa presentó un expediente de regulación de ocupación que tenía que afectar a 1.680 trabajadores de las plantas de la Zona Franca de Barcelona y de Moncada y Reixach, actuación que provocó las protestas de los trabajadores.
El 28 de mayo de 2020 Nissan comunicaba el cierre de todas sus plantas de producción en Cataluña: Zona Franca de Barcelona, San Andrés de la Barca y Moncada y Reixach, momento en que la multinacional trasladaría la producción a las fábricas francesas de 'La Alianza'  Franco -Nipona compuesta por los grupos Renault-Nissan-Mitsubishi, dejando sin trabajo a 3.000 trabajadores y poniendo en peligro 20.000 puestos de trabajo más en empresas de producción auxiliar y de componentes. Sindicatos e instituciones denunciaron el cierre y recriminaron a la empresa su actuación después de años de haber ido recibidiendo numerosas subvenciones de ayudas y créditos públicos. 

### Salida de Nissan y refundación de Ebro
El gobierno español, después de comunicar a Nissan el no a aportar más subvenciones al fabricante japonés, al no asegurar éste una carga de modelos continuados para la planta de Zona Franca de Barcelona y el resto de sedes fabriles, y que garantizasen la no destrucción de puestos de trabajo, Nissan y Motor Ibérica rompieron lazos accionariales, saliendo la nipona de la órbita de Motor Ibérica (Ebro) ya que todavía ésta posee un 20 % del accionariado sin el cual, Nissan hubiese acabado con los 100 años de historia en el sector del automóvil desde la fundación de la empresa española Motor Ibérica, con la inclusión a las instalaciones primitivas acometidas desde el traslado de Ford Motor Ibérica, desde Cádiz (Andalucía), al sector del Pueblo Nuevo de Barcelona, en 1923.
Dado el sector estratégico que el mundo de la automoción supone a nivel global, Motor Ibérica fue refundada en 2023, con el nuevo nombre de Ebro - EV Motors.
Ya bajo esta denominación, en abril de 2024 Ebro - EV Motors llegó a un acuerdo industrial de desarrollo y producción de vehículos eléctricos con el fabricante multinacional chino Chery.
La renacida compañía Ebro inició la fabricación de vehículos eléctricos en noviembre del año 2024.

## Vehículos
- Nissan Serie L/M/Eco T (1986-2000)
- Nissan Trade (1986-2001)
- Nissan e-NV200 (2014-2021), furgoneta basada en el modelo NV200.
- Nissan Navara (2015-2020), camioneta modelo NP300.
- Renault Alaskan (2017-2021), camioneta modelo NP300.
- Mercedes-Benz Clase X (2017-2020), camioneta basada en el modelo NP300.
- Nissan NV200 (2009-2019).
- Nissan Pulsar (2014-2018)
- Nissan Leaf
- Nissan Pathfinder: II (...-2004) y III (2004-2014).
- Nissan Primastar (2001-2014), furgoneta modelo X-83.
- Renault Trafic (2001-2014), furgoneta modelo X-83.
- Opel Vivaro (2001-2014), furgoneta modelo X-83.